# Villegongis
Villegongis är en kommun i departementet Indre i regionen Centre-Val de Loire i de centrala delarna av Frankrike. Kommunen ligger i kantonen Levroux som tillhör arrondissementet Châteauroux. År 2022 hade Villegongis 103 invånare.

## Befolkningsutveckling
Antalet invånare i kommunen Villegongis
Referens:INSEE